# Emperador Wu de Qi del Sur
El Emperador Wu de Qi del Sur ((南)齊武帝) (440-493), cuyo nombre personal era Xiao Ze (蕭賾), nombre chino Xuanyuan (宣遠) y apodo Long'er (龍兒), fue el segundo emperador de la dinastía Qi del Sur china. Fue considerado un emperador capaz y diligente, aunque también fue criticado. Falleció en 493, y luego surgió un intento a cargo del oficial Wang Rong (王融) de hacer emperador a Xiao Ziliang, hijo de Xiao Ze. Finalmente, el trono quedó en manos de Xiao Zhaoye, hijo del Príncipe Zhangmao, también fallecido aquel año.

## Nombre de era
- Yongming (永明 yǒng míng) 483-493

## Información personal
- Padre
  - Emperador Gao de Qi del Sur
- Madre
  - Liu Zhirong (劉智容) (423-472), póstumamente conmemorada como Emperatriz Zhao
- Esposas
  - Pei Huizhao (裴惠昭) (fallecida en 480), Princesa Mu, póstumamente conmemorada como Emperatriz Mu, madre del Príncipe Zhangmao y del Príncipe Ziliang
- Concubinas
  - Consorte Yang
  - Consorte Fan
  - Consorte Zhang, madre de la Princesa Ziqing y de la Princesa Zixiang
  - Consorte Zhou, madre de la Princesa Zijing y de la Princesa Zizhen (子真)
  - Consorte Ruan, madre de la Princesa Zimao y de la Princesa Zijun
  - Consorte Wang, madre del Príncipe Zilong
  - Consorte Cai, madre del Príncipe Ziming
  - Consorte Le, madre del Príncipe Zihan
  - Consorte Fu, madre del Príncipe Zilun
  - Consorte Zie, madre del Príncipe Zizhen (子貞)
  - Consorte Jiang, madre del Príncipe Ziyue
  - Consorte Yu, madre del Príncipe Ziwen
  - Consorte Xun, madre del Príncipe Zilin
  - Consorte Yen, madre del Príncipe Zimin
  - Consorte He, madre del Príncipe Zixia
  - Consorte Xie, madre del Príncipe Zijian
  - Consorte Huo, luego concubina de Xiao Zhaoye
- Hijos
  - Xiao Zhangmao (蕭長懋), inicialmente Príncipe de la Comandería de Nan (creado en 479), luego Príncipe Wenhui (creado en 482, fallecido en 493), póstumamente conmemorado como Emperador Wen
  - Xiao Ziliang (蕭子良) (nacido en 455), inicialmente duque de Wenxi (creado en 479), luego Príncipe Wenxuan de Jingling (creado en 482, fallecido en 494)
  - Xiao Ziqing (蕭子卿) (nacido en 468), inicialmente duque de Linru (creado en 479), luego Príncipe de Luling (creado en 482, asesinado por el Xiao Luan en 494)
  - Xiao Zixiang (蕭子響) (nacido en 469), Príncipe de Badong (creado en 488, ejecutado en 490), póstumamente degradado a Marqués de Yufu
  - Xiao Zijing (蕭子敬) (nacido en 472), inicialmente duque de Yingcheng (creado en 479), luego Príncipe de Anlu (creado 482, asesinado por el Xiao Luan en 494)
  - Hijo sin nombre, fallecido tempránamente
  - Xiao Zimao (蕭子懋) (nacido en 472), inicialmente duque de Jiangling (creado en 479), luego Príncipe de Jin'an (creado en 482, asesinado por el Xiao Luan en 494)
  - Xiao Zilong (蕭子隆) (nacido en 474), inicialmente duque de Zhijiang (creado en 479), luego Príncipe de la Comandería de Sui (creado en 482, asesinado por el Xiao Luan en 494)
  - Xiao Zizhen (蕭子真) (nótese la diferencia con el carácter del nombre de su hermano) (nacido en 476), Príncipe de Jian'an (creado en 482, asesinado por el Xiao Luan en 494)
  - Xiao Ziming (蕭子明) (nacido en 479), inicialmente Príncipe de Wuchang (creado en 483), luego Príncipe de Xiyang (creado en 485, asesinado por el Xiao Luan en 495)
  - Xiao Zihan (蕭子罕) (nacido en 479), Príncipe de Nanhai (creado en 483, asesinado por el Xiao Luan en 495)
  - Hijo sin nombre, fallecido tempránamente
  - Xiao Zilun (蕭子倫) (nacido en 479), Príncipe de Baling (creado en 484, asesinado por el Xiao Luan en 494)
  - Xiao Zizhen (蕭子貞) (nótese la diferencia con el carácter del nombre de su hermano) (nacido en 481), Príncipe de Shaoling (creado en 486, asesinado por el Xiao Luan en 495)
  - Hijo sin nombre, fallecido tempránamente
  - Xiao Ziyue (蕭子岳) (nacido en 485), Príncipe de Linhe (creado en 489, asesinado por el Xiao Luan en 498)
  - Xiao Ziwen (蕭子文) (nacido en 485), inicialmente Príncipe de la Comandería de Shu (creado en 489), luego Príncipe de Xiyang (creado en 495, asesinado por el Xiao Luan en 498)
  - Xiao Zijun (蕭子峻) (nacido en 485), inicialmente Príncipe de Guanghan (creado en 489), luego Príncipe de Hengyang (creado en 495, asesinado por el Xiao Luan en 498)[1]
  - Xiao Zilin (蕭子琳) (nacido en 485), inicialmente Príncipe de Xuancheng (creado en 489), luego Príncipe de Nankang (creado en 490, asesinado por el Xiao Luan en 498)
  - Xiao Zimin (蕭子珉) (nacido en 485), inicialmente Príncipe de Yi'an (creado en 489), luego Príncipe de Yongyang (creado en 494?, asesinado por el Xiao Luan en 498)
  - Xiao Zijian (蕭子建) (nacido en 486), Príncipe de Xiangdong (creado en 490, asesinado por el Xiao Luan en 498)
  - Hijo sin nombre, fallecido tempranamente
  - Xiao Zixia (蕭子夏) (nacida en 492), Príncipe de la Comandería de Nan (asesinado por el Xiao Luan en 498)
  - Princesa Wu
  - Princesa Wukang
  - Princesa Changcheng